# Jacqueline Dieudonné
Pour les articles homonymes, voir Dieudonné (homonymie).
Jacqueline Dieudonné, née le 30 juin 1933 à Mérignac (Gironde), est une gymnaste artistique française.
Elle est sacrée championne de France du concours général de gymnastique artistique en 1960, 1961 et 1962.
Elle dispute les épreuves de gymnastique aux Jeux olympiques d'été de 1956 à Melbourne et aux Jeux olympiques d'été de 1960, sans obtenir de podium.